# Срби у Азербејџану
Срби у Азербејџану су грађани Азербејџана српског порекла и Срби који живе и раде у Азербејџану.

## Историја
Срби су се у Азербејџан досељавали појединачно, зависно од пословних ангажмана. Своје заступнике и раднике имају српске компаније „Златиборац“ и „Делта група“ које се баве трговином. Постоји и компанија „Сербаз“ чији су власници Милан и Божо Вученовић, која ради на градилиштима у Бакуу и Мингачевиру. Она је запошљавала око 800 грађевинских радника из Србије и других балканских земаља. Једно време у Бакуу је живела и српска списатељица Биљана Србљановић. Многобројни српски спортисти су живели и радили у Азербејџану. Међу њима су одбојкашки тренер Драгутин Балтић, који је био тренер репрезентације Азербејџана, фудбалери Саша Стаменковић, Срђан Баљак, Ненад Ковачевић, Јован Крнета, Весељко Тривуновић, Војислав Станковић и репрезентативац Азербејџана Бранимир Субашић.
У Бакуу, почетком фебруара 2013. године, председници Србије и Азербејџана, Томислав Николић и Илхам Алијев, су открили споменик српском научнику Николи Тесли.

## Демографија
Према попису из 1989. године, у тадашњој Азербејџанској ССР је било 6 Срба. Данас, не постоје прецизни подаци колико Срба живи у Азербејџану.